# Мужские исследования
Мужские исследования — это междисциплинарная академическая область, посвященная темам, касающимся мужчин, маскулинности, мужского здоровья, гендера, культуры, политики и сексуальности. Мужские исследования ведутся на пересечении истории, антропологии, социологии, литературоведения, религиоведения и других дисциплин. Они изучают изменения мужских ролей и идентичностей под влиянием таких процессов, как изменение положения женщин и глобализация, а также системные проблемы отношений между мужчинами и отношений мужчин и женщин.

## Темы

### Маскулинность
Австралийский социолог Рэйвин Коннелл ввела концепцию гегемонной маскулинности, описав её как практику, которая узаконивает доминирующее положение мужчин в обществе и оправдывает подчинение обычного мужского населения и женщин, а также другие маргинальные способы быть мужчиной. Будучи распространенным в разных обществах, это приводит к множественности маскулинностей, в частности, к иерархии маскулинностей, в которой некоторые мужчины не пользуются теми же привилегиями, что и другие мужчины, из-за их другой маргинальной идентичности. Концепция вызвала несколько критических замечаний, что привело к тому, что Коннелл (и Джеймс Мессершмитт) переформулировали области гегемонной маскулинности. В этой новой версии рассматриваются власть и социальная динамика, обнаруживаемые в гендерной иерархии, география маскулинности на местном, региональном и глобальном уровнях, социальное воплощение и динамика маскулинности, включая сложное переплетение множества маскулинностей. Коннелл подчеркивает, что маскулинность постоянно развивается, а это означает, что учебная программа и исследования в этой области всегда будут меняться.
Майкл Киммел, американский социолог, специализирующийся гендерных исследованиях, отмечает, что маскулинность в США начала определяться и подтверждаться примерно в XIX веке. Это включало в себя доказательство своей ценности как мужчины, а также обеспечение своей семьи, и, таким образом, также влияло на политическую арену, экономику, семью и общество в целом. Киммел утверждает, что впитывание мужественности происходит с маленькими мальчиками дома, в школе и при наблюдении за взаимодействием взрослых. Киммел описал токсичную маскулинность как принятые мужчинами культурные нормы, которые вредны для мужчин и общества, поскольку поощряют негативное поведение, связанное с доминированием, агрессией и сексуальностью.
Эрик Андерсон, американский социолог и сексолог, исследующий гендер и сексуальность мужчин-подростков, исследовал и написал о взаимосвязи между гегемонной маскулинностью и гомофобией. Исходя из своих эмпирических исследований он обнаружил, что снижение гомофобии может привести к более инклюзивной маскулинности, потому что гегемонная маскулинность ограничивает поведение мужчин из-за страха быть воспринятыми как геи.

### Культурные ожидания
Культурные ожидания от мальчиков и мужчин быть жесткими, стоическими, агрессивными и неэмоциональными вредны для мужчин, поскольку это не позволяет им испытать истинный спектр человеческих эмоций, повышенный уровень гнева и депрессии и может даже привести к сокращению продолжительности жизни.

### Насилие
Исследования насилия находятся в центре внимания мужских исследований. Исследования фокусируются на мужчинах как на исполнителях и жертвах насилия, а также на том, как привлекать мужчин и мальчиков к работе по борьбе с насилием.

### Сексуальность
Изучение взаимосвязи между маскулинностью и мужским сексуальным стыдом показало, что большее одобрение традиционно мужских ценностей было связано с усилением сексуального стыда, а это, в свою очередь, является предвестником депрессии.

### Здравоохранение
Ученые, занимающиеся исследованиями мужчин, изучают аспекты мужского здоровья и болезней, такие как преждевременная смерть и ишемическая болезнь сердца.

### Работа и забота
Исследования мужчин, в частности, касаются сложных гендерных механизмов работы и ухода, а также роли мужчины-кормильца, и политика все чаще ориентируется на мужчин как на отцов, как на инструмент изменения гендерных отношений

## Интерсекциональность
Интерсекциональный подход применяется при исследовании проблем мужчин, таких как мужское здоровье. Психолог Аман Сиддики, применяя интерсекциональный подход, отмечает, что мужчины не сталкиваются с предвзятостью в одинаковой мере: так, проявление гендерных стереотипов, — например, восприятие мужчин как опасных и агрессивных, — будет варьироваться в зависимости от расы. Исследование 2023 года, изучавшее неявную предвзятость в аспекте интерсекциональности, показало, что предубеждения в пользу женщин и против мужчин имеют более выраженный и доминирующий характер по сравнению  с предубеждениями по признаку класса или расы во всех демографических группах общества.

## Исследования чернокожих мужчин
Ряд учёных, занимающихся чёрными мужскими исследованиями, утверждают, что публикации по гендерным исследованиям в прошлом и настоящем, затрагивающие тему чёрной маскулинности и насилия со стороны чернокожих мужчин, содержат парадигмы, теории и повествования, основанные на анти-чёрной мизандрии наряду с теоретически сконструированным языком гипермаскулинности, что не позволяет исследовать чернокожих мужчин как жертв насилия и дискриминации.